# Yuya
Mariand Castrejón Castañeda (Cuernavaca, Morelos; 13 de marzo de 1993), conocida como Yuya, es una empresaria, artista, personalidad de internet y youtuber mexicana.
El estilo sencillo de sus vídeos, en los que da consejos de belleza, le ha permitido captar millones de seguidores en YouTube, convirtiéndose en una de las generadoras de contenido original más importantes y redituables para la plataforma.En octubre de 2017 lanzó su línea de maquillaje,la cual tiene presencia en diferentes países de América Latina,como ChileColombiay Perú.Posee una estrella en el Paseo de la Fama de Las Vegas por «impulsar incansablemente campañas que benefician a la comunidad hispanohablante, por su éxito y por promover y apoyar mensajes de paz con su trabajo».

## Carrera
Yuya lanzó su canal de YouTube en 2009, en un inicio bajo el nombre de lady16makeup, luego de participar en un concurso de maquillaje en la plataforma de vídeos, que no ganó. De acuerdo a lo que señala Cunningham y Craig, es parte de los vloggers de belleza. Según las estadísticas, Yuya es la número 8 de la lista de youtubers con más suscriptores de México. A 2024, su canal cuenta con más de 24 millones de suscriptores.
Desde 2017 es embajadora del Cambio en el programa de Desarrollo Sostenible de las Organización de las Naciones Unidas (ONU). Ha escrito dos libros: Los secretos de Yuya (2014) y Las confesiones de Yuya (2015).
A finales de 2017, se alió con Republic Cosmetics para el lanzamiento de una línea de cosméticos.

## Impacto
Para noviembre de 2018, su canal de YouTube superaba los 23 millones de usuarios, haciéndola la segunda youtuber más popular en México, la tercera en América Latina y la número 32 a nivel mundial. De acuerdo a la propia plataforma de vídeos, el atractivo del contenido original que produce Yuya radica en su estilo y lenguaje sencillos que facilitan la identificación de los espectadores con ella y hacerlos sentir como parte de su círculo íntimo; la temática de belleza y cuidado personal sería otro de los factores de su éxito.
La editorial Planeta, responsable de la publicación de sus dos libros, consideró a su primer título, Los secretos de Yuya, como un éxito de ventas: durante su presentación en la Feria Internacional del Libro de Guadalajara (FIL) llegaron más de 3 mil personas, algunas de las cuales formaron cola desde las 3 de la mañana para lograr el acceso al recinto.
El sitio especializado en mercadotecnia Merca 2.0 destaca el éxito de Yuya haciendo un comparativo entre sus cifras en YouTube y la cantidad de votantes en las elecciones de 2018 en México: con sus 22.3 millones de seguidores, Yuya habría alcanzado a más personas que los candidatos Ricardo Anaya Cortés del Partido Acción Nacional (PAN) (12 millones 610 mil 120 de votos) o José Antonio Meade Kuribreña del Partido Revolucionario Institucional (PRI) (9 millones 289 mil 853 de votos); en ese mismo sentido, estaría solo por debajo de los 30 millones 113 mil 483 de votos del candidato ganador Andrés Manuel López Obrador del Movimiento de Regeneración Nacional (Morena).

## Controversias
Yuya ha sido acusada por copiar el diseño de los bordados tradicionales tenangos, —una marca colectiva registrada a favor de los artesanos de Tenango de Doria, en el estado mexicano de Hidalgo—, omitiendo el reconocimiento a su autoría.
A finales de 2017, Yuya anunció en su canal que había creado una marca de maquillaje, Bailando juntos. Pocos días después, sus propios seguidores resaltaron que la imagen usaba diseños tenangos, y le recriminaron que no los hubiese acreditado. Tras ser acusada se negó a declarar ante los medios por consejo de sus abogados. Los artesanos, a través de la Asociación de Dibujantes de Tenangos A.C. y del Comité de Tenangos Bordados de Hidalgo, anunciaron en junio de 2018 que interpondrían una demanda contra las empresas que habían plagiado sus diseños.
En 2019, Yuya volvió a ser acusada de plagio, por lo que compartió unos videos en los que se defiende de los señalamientos de la ilustradora Kelzuki, quien en sus redes sociales compartió unas imágenes en las que compara los diseños de su libro publicado en 2016 con los que aparecen en la nueva paleta de sombras Metamorfosis de la youtuber.

## Vida personal
La joven empresaria y youtuber mantiene su vida personal en privado, sin embargo, se conocen estas cosas de ella. Su nombre de nacimiento es una combinación del nombre de sus padres: Maribel y Andrés. Su tío le dio el apodo «Yuya» a partir de un programa de televisión mexicano Yuya, la gorda.
Tenía una relación con Beto Pasillas, también youtuber, pero se separaron en marzo del 2019. Comenzó a salir con el cantante Siddhartha en agosto del 2019. El 12 de junio de 2021, hizo público su embarazo a través de su cuenta de Instagram. El 29 de septiembre del 2021, nació su hijo, a quien llamaron Mar.

## Publicaciones
- Los secretos de Yuya (1ra. edición). México: Planeta. 2014. ISBN 978-607-07-2407-7.
- Las confesiones de Yuya (1ra. edición). México: Planeta. 2015. ISBN 978-607-07-2999-7.